# Хартланд рок
Хартланд рокът е жанр в рок музиката, който се развива през 70-те години и достига своя комерсиален връх през 80-те години, превръщайки се в един от най-добре продаваните жанрове в САЩ. Отличителното за него е прямотата в музикалното изразяване, грижата за средния американец от работническата класа, както и убеждението, че рок музиката изпълнява социална или комунална функция, а не е само средство за забавление. Сред световноизвестните хартланд рок певци се открояват имената на Брус Спрингстийн, Боб Сийгър, Том Пети и Джон Мелънкамп, както и по-малко известни персони като Саутсайд Джони Енд Дъ Ашбери Джукс и Айрън Сити Хаусрокърс. Освен това с този жанр се свързват имена от кънтри музиката като Стив Ърл и Джо Ели. През 90-те години много от традиционните състави избледняват и жанрът започва да се руши, но основните фигури продължават да записват музика с придружаващ комерсиален успех.